# Shan-Staaten-Brillenlangur
Der Shan-Staaten-Brillenlangur (Trachypithecus melamera) ist eine Langurenart, die im östlichen Myanmar (Shan-Staat) zwischen den Flüssen Ayeyarwady und Thanlwin und im äußersten Westen der chinesischen Provinz Yunnan vorkommt.

## Merkmale
Die Affen erreichen eine Kopfrumpflänge von 50 bis 60 cm und ein Gewicht von 7 bis 8 kg, wobei Männchen etwas größer werden als Weibchen.
Der Shan-Staaten-Brillenlangur ist auf dem Rücken variabel braungrau bis grau gefärbt mit einem lohfarbenen Einschlag, der bei anderen Haubenlanguren nicht vorkommt. Die Rückenfärbung ist nicht scharf gegenüber der weißlichen oder hellgrauen Bauchseite abgegrenzt. Hände und Füße sind schwarz. Die Unterarme sind nicht dunkler als die Oberarme. Ein aufrecht auf dem Kopf stehender Haarschopf ist nicht vorhanden, aber unmittelbar über den Augenbrauen befindet sich ein Haarwirbel. Die Backenhaare sind nach vorne gerichtet. Im Unterschied zu den rhombusförmigen Köpfen des Phayre-Brillenlanguren (T. phayrei) und des Popa-Languren (T. phayrei) ist der Kopf des Shan-Staaten-Brillenlanguren rund. Rund um das Maul befindet sich eine weißliche Zone ohne Pigmente, die beim Shan-Staaten-Brillenlanguren relativ groß ist. Die für die Brillenlanguren (T. obscurus-Gruppe) typischen weißen Augenringe sind beim Shan-Staaten-Brillenlanguren nur an den Innenseiten der Augen oberhalb der Nase ausgebildet. Der Schädel des Shan-Staaten-Brillenlanguren ist kürzer als der des Popa-Langur und die Zähne sind kleiner.

## Systematik
Die Langurenart wurde im Jahr 1909 durch den US-amerikanischen Zoologen Daniel Giraud Elliot mit der wissenschaftlichen Bezeichnung Presbytis melamera erstmals wissenschaftlich beschrieben. Eine weitere Beschreibung der gleichen Affenform unter der Bezeichnung Pithecus shanicus veröffentlichte Robert Charles Wroughton im Jahr 1917. Der später geprägte Name setzte sich durch und die Affenform wurde als Unterart T. phayrei shanicus dem Phayre-Brillenlanguren zugeordnet.
Im November 2020 wurde eine Studie veröffentlicht, in der die Systematik des Phayre-Brillenlanguren und seiner engsten Verwandten genau untersucht wurde. Die Autoren stellten fest, dass der Phayre-Brillenlangur aus drei Kladen besteht, die sich genetisch, anhand ihrer Fellfärbung und teilweise auch morphometrisch unterscheiden lassen. Dem phylogenetischen Artkonzept folgend, wurden die drei Kladen zu eigenständigen Arten erhoben. Die westliche Klade entspricht der Nominatform (T. p. phayrei) des Phayre-Brillenlanguren und verbleibt damit bei der Art. Die in Zentralmyanmar vorkommende Klade wurde als neue Art (Popa-Langur (Trachypithecus popa)) beschrieben, und die östliche Klade wurde ebenfalls zu einer eigenständigen Art erklärt. Dabei erhielt sie die wissenschaftliche Bezeichnung Trachypithecus melamera, denn gemäß der Prioritätsregel hat Trachypithecus melamera Vorrang vor Trachypithecus shanicus. Am Myogyi-Kloster in Zentralmyanmar existiert eine Langurenpopulation von etwa 75 bis 100 Exemplaren, bei denen es sich möglicherweise um Hybriden zwischen dem Popa-Languren und dem Shan-Staaten-Brillenlanguren handelt.

## Gefährdung
Der Bestand des Shan-Staaten-Brillenlanguren gilt als stark gefährdet.

## Belege
1. 1 2 3  Christian Roos, Kristofer M. Helgen, Roberto Portela Miguez, Naw May Lay Thant, Ngwe Lwin, Aung Ko Lin, Aung Lin, Khin Mar Yi, Paing Soe, Zin Mar Hein, Margaret Nyein Nyein Myint, Tanvir Ahmed, Dilip Chetry, Melina Urh, E. Grace Veatch, Neil Duncan, Pepijn Kamminga, Marcus A. H. Chua, Lu Yao, Christian Matauschek, Dirk Meyer, Zhi-Jin Liu, Ming Li, Tilo Nadler, Peng-Fei Fan, Le Khac Quyet, Michael Hofreiter, Dietmar Zinner, Frank Momberg: Mitogenomic phylogeny of the Asian colobine genus Trachypithecus with special focus on Trachypithecus phayrei (Blyth, 1847) and description of a new species. Zoological Research, 2020, 41(6): 656–669. doi: 10.24272/j.issn.2095-8137.2020.254
2. ↑  Russell A. Mittermeier, Anthony B. Rylands & Don E. Wilson: Handbook of the Mammals of the World: Primates: 3. Seite 748, ISBN 978-84-96553-89-7.
3. ↑  Elliot D. G. 1909. Descriptions of apparently new species and subspecies of monkeys of the genera Callicebus, Lagothrix, Papio, Pithecus, Cercopithecus, Erythrocebus, and Presbytis. Annals and Magazine of Natural History, 4(21): 244–274. doi: 10.1080/00222930908692668
4. ↑  Wroughton RC. 1917. A new “leaf monkey” from the Shan States. The Journal of the Bombay Natural History Society, 25(1): 46–48.
5. ↑  Bleisch B, Brockelman W, Timmins RJ, Nadler T, Thun S, Das J et al. 2008b [2020-11-03]. Trachypithecus phayrei ssp. shanicus. The IUCN red list of threatened species 2008: e.T39863A10277688. doi: 10.2305/IUCN.UK.2008.RLTS.T39863A10277688.en